# Horia Culcescu
Horia Culcescu (n. 26 noiembrie 1970, București) este un om de afaceri român.
Este finul lui Gigi Becali și deține companiile Ostrovit (producător de vin), Leader International (fabrică de conserve de legume și fructe), Berser (sere) și Leoser (sere).
În 2008, afacerile cumulate ale acestor companii s-au ridicat la 40 milioane euro.